# 1994 BC1
1994 BC1 är en asteroid i huvudbältet som upptäcktes den 16 januari 1994 av den japanska astronomen Takao Kobayashi vid Ōizumi-observatoriet.
Asteroiden har en diameter på ungefär 8 kilometer.